# Aleen Jana Kötter
Aleen Jana Kötter (* 3. Juni 1997) ist eine deutsche Schauspielerin.

## Leben und Karriere
Aleen Jana Kötter lebt seit 2005 mit ihrer Familie in Mühldorf am Inn und machte dort am Ruperti-Gymnasium ihr Abitur.
Nachdem Kötter ihren Bruder bei einem Casting begleitet hatte, bekam sie mit fünf Jahren erstmals einen kurzen Auftritt (ein Satz) in dem deutschen Kinderfilm Der zehnte Sommer (2003). Ab 2011 spielte sie die Rolle der Erika Diehl in der Hanni & Nanni-Trilogie. 2015 hatte sie einen umfangreichen Part als Julia in dem Fernsehfilm Nur eine Handvoll Leben. In der BR-Serie Dahoam is Dahoam stellte sie die Steffi dar.

## Filmografie (Auswahl)
- 2003: Der zehnte Sommer
- 2009: Nur die guten Sterben jung
- 2010: Hanni & Nanni
- 2011: Papa allein zu Haus (Fernsehfilm)
- 2012: Hanni & Nanni 2
- 2013: Hanni & Nanni 3
- 2014: Mord am Höllengrund (Fernsehfilm)
- 2015: SOKO München – Black Monk (Fernsehserie)
- 2015: Nur eine Handvoll Leben (Fernsehfilm)
- 2016: Dahoam is dahoam (Fernsehserie)
- 2017: Nackt. Das Netz vergisst nie. (Fernsehfilm)
- 2019: Bingo im Kopf (Fernsehfilm)
- 2020: SOKO Kitzbühel – Kein Anschluss unter diesem Chat (Fernsehserie)